# Ivoorkust op de Olympische Zomerspelen 1984
Ivoorkust nam deel aan de Olympische Zomerspelen 1984 in Los Angeles, Verenigde Staten. Voor de eerste keer in de geschiedenis werd er een medaille gewonnen, een zilveren in het atletiek.

## Deelnemers en resultaten
(m) = mannen, (v) = vrouwen 

### Atletiek
| Olympiër                                                                    | Discipline      | Resultaat | Prestatie                                                                                              |
| --------------------------------------------------------------------------- | --------------- | --------- | --- |
| Kouadio Otokpa                                                              | 100m (m)        | 39e       | serie 10: 3de in 10,72 kwartfinale 3: 8ste in 10,80                                                    |
| Kouadio Otokpa                                                              | 200m (m)        | 38e       | serie 1: 4de in 21,39                                                                                  |
| Gabriel Tiacoh                                                              | 400m (m)        | Zilver    | serie 2: 1ste in 45,96 kwartfinale 4: 1ste in 45,15 halve finale 2: 1ste in 44,64 finale: 2de in 44,54 |
| René Djédjémél                                                              | 400m horden (m) | 19e       | serie 3: 3de in 50,27                                                                                  |
| Georges Kablan Degnan Avognan Nogboum René Djédjémel Mélédjé Gabriel Tiacoh | 400m (m)        | 12e       | serie 3: 3de in 3.03,50 (NR) halve finale 1: 6de in 3.04,87                                            |
|                                                                             |                 |           | |
| Céléstine N'Drin                                                            | 800m (v)        | 19e       | serie 1: 5de in 2.06,06                                                                                |

### Boksen
| Olympiër       | Discipline | Resultaat | Prestatie |
| -------------- | ---------- | --------- | --- |
| Bararq Bahtobe | -54kg (m)  | 17e       | 1ste ronde: vrij 2de ronde: V van TUR Öner: 1-4                                                                           |
| Bakary Fofana  | -60kg (m)  | 17e       | 1ste ronde: vrij 2de ronde: V van TUR Sumer: 0-5                                                                          |
| Gnohery Sery   | -71kg (m)  | 5e        | 1ste ronde: vrij 2de ronde: W van SAM Aumua: 5-0 3de ronde: W van SEY Lambrosse: 4-1 kwartfinale: V van FRG Zielonka: 0-5 |

### Judo
| Olympiër              | Discipline | Resultaat | Prestatie                                                           |
| --------------------- | ---------- | --------- | ------------------------------------------------------------------- |
| Jean Claude N'Guessan | -71kg (m)  | 19e       | 1ste ronde: V van KUW Al-Hammad                                     |
| Gaston Oula           | -78kg (m)  | 11e       | 1ste ronde: V van FRG Wieneke herkansingen: V van JPN Takano: ippon |

### Kanovaren
| Olympiër                    | Discipline    | Resultaat | Prestatie                                            |
| --------------------------- | ------------- | --------- | ---------------------------------------------------- |
| N'Gama N'Gama               | K-1 500m (m)  | 18e       | serie 2: 5de in 2.01,16 herkansingen: 5de in 1.57,03 |
| Adogon Adogon               | K-1 1000m (m) | 18e       | serie 2: 6de in 4.22,30 herkansingen: 5de in 4.20,11 |
| Melagne Lath Kouame N'Douba | K-2 500m (m)  | 20e       | serie 2: 7de in 1.49,82 herkansingen: 6de in 1.47,48 |

Algerije · Amerikaanse Maagdeneilanden · Andorra · Antigua en Barbuda · Argentinië · Australië · Bahama’s · Bahrein · Bangladesh · Barbados · België · Belize · Benin · Bermuda · Bhutan · Birma · Bolivia · Bondsrepubliek Duitsland · Botswana · Brazilië · Britse Maagdeneilanden · Canada · Centraal-Afrikaanse Republiek · Chili · China · Chinees Taipei · Colombia · Congo-Brazzaville · Costa Rica · Cyprus · Denemarken · Djibouti · Dominicaanse Republiek · Ecuador · Egypte · El Salvador · Equatoriaal-Guinea · Fiji · Filipijnen · Finland · Frankrijk · Gabon · Gambia · Ghana · Grenada · Griekenland · Groot-Brittannië · Guatemala · Guinee · Guyana · Haïti · Honduras · Hongkong · Ierland · IJsland · India · Indonesië · Irak · Israël · Italië · Ivoorkust · Jamaica · Japan · Joegoslavië · Jordanië · Kaaimaneilanden · Kameroen · Kenia · Koeweit · Lesotho · Libanon · Liberia · Liechtenstein · Luxemburg · Madagaskar · Malawi · Maleisië · Mali · Malta · Marokko · Mauritanië · Mauritius · Mexico · Monaco · Mozambique · Nederland · Nederlandse Antillen · Nepal · Nicaragua · Nieuw-Zeeland · Niger · Nigeria · Noord-Jemen · Noorwegen · Oeganda · Oman · Oostenrijk · Pakistan · Panama · Papoea-Nieuw-Guinea · Paraguay · Peru · Portugal · Puerto Rico · Qatar · Roemenië · Rwanda · Salomonseilanden · Samoa · San Marino · Saoedi-Arabië · Senegal · Seychellen · Sierra Leone · Singapore · Soedan · Somalië · Spanje · Sri Lanka · Suriname · Swaziland · Syrië · Tanzania · Thailand · Togo · Tonga · Trinidad en Tobago · Tsjaad · Tunesië · Turkije · Uruguay · Venezuela · Verenigde Arabische Emiraten · Verenigde Staten · Zaïre · Zambia · Zimbabwe · Zuid-Korea · Zweden · Zwitserland